# Ministerio evangelico della gioventù
Il ministerio della gioventù protestante/evangelico è un ministerio cristiano volto ad istruire e discepolare giovani in ciò che significa essere cristiani, come maturare in quanto cristiani, e come incoraggiare altri a riconoscere Gesù come loro Salvatore. Ciò avviene attraverso l'insegnamento, la costruzione di relazioni ed il mentoring. I ministeri dedicati alla gioventù possono variare molto a seconda della denominazione, delle dimensioni, dell'orientamento liberale o conservatore e l'ubicazione. I ministeri di per sé sono quasi sempre basati su relazioni fra il ministro dei giovani e lo studente e la percezione che essi hanno della loro relazione con Dio. I giovani sono diventati parte integrante di quasi ogni programmazione delle attività di chiesa ed i ministeri fra i giovani continuano ad avere un profondo impatto sulle società in cui esistono.

## Storia del ministerio della gioventù
Anche se organizzazioni giovanili esistono in tutto il mondo, la sezione storica di questo articolo si concentrerà in modo specifico sullo sviluppo del ministerio della gioventù in America.
Gli inizi del ministerio della gioventù si collocano a metà dell'Ottocento, a seguito della rivoluzione industriale. Le chiese si avvidero di tutti i giovani che si trasferivano nei centri urbani a lavorare in fabbrica. I laici che notarono questi giovani adulti lavorare per sei giorni alla settimana e gironzolare in città la domenica, aspirarono a fornire loro delle alternative educative. Così, il primo ministerio della gioventù ebbe inizio quando le chiese inserirono in classi ragazzi ed adolescenti per insegnare loro a come leggere la Bibbia. L'originario ministerio si concentrava sui giovani non appartenenti ad alcuna chiesa, privi di istruzione formale. Mentre l'obiettivo primario del primitivo ministerio della gioventù era l'istruzione, un desiderabile effetto secondario fu che gli studenti si rendevano conto, grazie ai passi biblici, che essi erano peccatori bisognosi del perdono. 

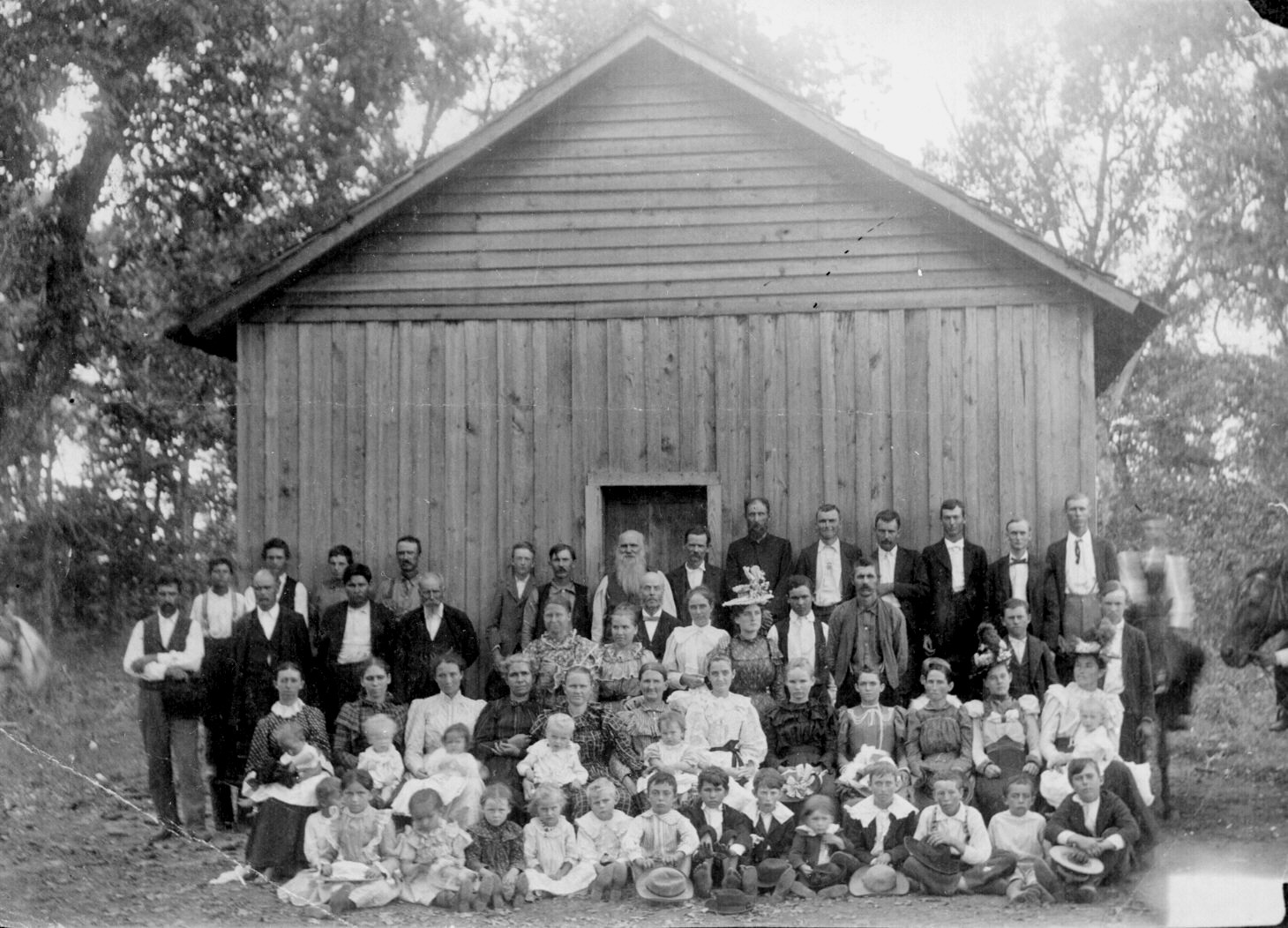
Le origini del ministerio della gioventù si trovano nelle scuole domenicali come questa classe del 1900 in Oklahoma

Infine, le chiese aprirono le scuole domenicali sia a membri sia a bambini e adolescenti non appartenenti ad alcuna chiesa. Gli insegnanti incoraggiavano gli studenti a portare con loro i loro amici sicché il movimento acquistò rilevanza. Spesso i laici lavoravano in modo indipendente, senza assoggettarsi al controllo delle congregazioni di appartenenza né ricevere fondi dalle chiese. Questo favorì lo sviluppo di programmi educativi interdenominazionali e, infine, di organizzazioni basate sulla fede dedicate alla gioventù come YMCA (per gli uomini) e YWCA (per le donne) le cui branche americane furono fondate negli anni cinquanta dell'Ottocento.
Lo sforzo più apprezzabile per offrire studi biblici periodici, una rete sociale e possibilità di raggiungere giovani fu avviato dal pastore congregazionalista Francis Edward Clark. Egli fondò la Christian Endeavor Society (Società per l'impegno cristiano) nel 1881. Clark voleva cambiare il modo di considerare i giovani nelle chiese da “brocche che attendevano di essere riempite” a giovani adulti “responsabili di vasti servizi nella Chiesa di Cristo” La Christian Endeavor Society rivoluzionò il ministerio della gioventù e divenne estremamente popolare nei suoi primi anni di attività. Clark pose un limite di 80 membri per ciascuna società. Nel 1887, vi erano già 700 società con oltre 50.000 membri sparsi in ben 33 stati.
Siamo soliti pensare che, negli anni ottanta dell'Ottocento, le chiese iniziarono a temere di perdere tutti i loro giovani membri a favore di queste società. Come reazione, le denominazioni storiche diedero vita alle loro organizzazioni giovanili sul modello della Christian Endeavor Society. Alcuni esempi sono la Epworth League (dal nome del villaggio inglese in cui nacquero John e Charles Wesley) della chiesa metodista o la Lega di Lutero della chiesa luterana (fondata nel 1888, con 100.000 membri nel 1910). Queste nuove organizzazioni, con base nelle chiese, così come quelle interdenominazionali già esistenti, fiorirono, accrescendo i loro membri e le loro attività di impegno internazionale attraverso piani di aiuti a persone nel bisogno all'estero motivati dalla fede.
Dopo la Prima Guerra Mondiale, l'obiettivo di molti ministeri della gioventù incominciò a spostarsi dalla presa di contatto e conversione all'istruzione ed alla comprensione della fede. In quel tempo gli adolescenti iniziarono a sviluppare un pensiero teologico così come ad acquistare una consapevolezza del ruolo nella società intorno a loro.
Dagli anni trenta agli anni sessanta, le chiese enfatizzarono la comunione fraterna e la comprensione teologica.
Prima del 1940, il pastore doveva fare tutto nella chiesa, ivi compreso occuparsi dei gruppi giovanili. Alla fine degli anni quaranta, iniziarono a comparire i primi comitati giovanili nelle chiese; i giovani stavano tornando dalla guerra con una notevole esperienza di vita e non potevano essere esclusi dalla conduzione delle chiese soltanto perché avevano meno di 30 anni.
Gli anni quaranta videro anche i primi passi dei ministeri paraecclesiali. Young Life (Giovane vita) fu fondato dal pastore presbiteriano Jim Rayburn nel 1941. Il modello dell'organizzazione paraecclesiale Young Life si rivelò efficace nel raggiungere giovani per Cristo e, agli inizi degli anni cinquanta, fiorirono ministeri paraecclesiali dedicati ai giovani con personale a tempo pieno. Il grande evangelista Billy Graham fu il primo ad operare a tempo pieno in un'organizzazione paraecclesiale come Youth for Christ (YfC) negli USA. Questo movimento si diffuse rapidamente nel mondo. Durante gli anni cinquanta, ministeri paraecclesiali crebbero rapidamente nella maggior parte dei paesi cristianizzati e si concentrarono su eventi in larga scala, conosciuti come raduni, ed eventi da stadio, conosciuti come crociate. L'enfasi era posta sulla promozione di attività fra le chiese (fra chiese denominazionali locali) - soprattutto nella forma di raduni giovanili - il tipo di eventi da stadio resi popolari dalla YfC.
Gli anni sessanta furono caratterizzati da ministeri universitari. I bisogni spirituali di molti studenti non erano soddisfatti da questi gruppi di comunione fraterna; poco dopo, anche adolescenti più giovani iniziarono a considerare le loro organizzazioni come troppo rigide e non congeniali. Le denominazioni smisero di pubblicare materiale per i gruppi giovanili (scuole domenicali) e gli incontri di grandi gruppi si ridussero a piccoli incontri, prima di scomparire. Successivamente emersero specifiche attività per i giovani basate nelle chiese ed iniziarono i "Friday night youth groups" (gruppi giovanili del venerdì sera).
Durante gli anni settanta, molte denominazioni attuarono strategie per modernizzare il ministero della gioventù esistente nella speranza di farlo rivivere. Su questo punto iniziarono ad emergere differenze nel ministero della gioventù in base alle denominazioni invece che fra un'organizzazione e l'altra. Oggi i ministeri della gioventù operano in modi diversi ma molti di loro hanno i medesimi scopi, come si vedrà oltre, sotto la voce Scopi del ministero della gioventù di questo articolo.
Durante gli anni ottanta, la rivoluzione del counselling colpì la chiesa con la sua enfasi sull'onestà e l'apertura. Consulenti professionali iniziarono ad essere impiegati nelle chiese. Essi influenzarono i gruppi giovanili e gli incontri di studio biblico divennero "gruppi di comunione fraterna" o "gruppi domestici" con un'enfasi sulla cura e sull'incontro fra la gente. Durante gli anni ottanta, un gran numero di pastori dei giovani di chiese locali iniziarono ad esprimere il desiderio di occuparsi a tempo indeterminato del ministero della gioventù.
Gli anni novanta videro la nascita di un movimento ecclesiale emergente e molti leader giovani dei due decenni precedenti furono pionieri in questo approccio. Durante gli anni novanta vi fu anche la tendenza a creare collegamenti internazionali fra le varie strutture giovanili. Pionieri in questo approccio furono l'International Association for the Study of Youth Ministry (IASYM, Associazione internazionale per lo studio del ministero della gioventù).
Più di recente, nonostante l'originario intento di Francis Edward Clark per il ministero della gioventù di crescere giovani adulti “responsabili di vasti servizi nella Chiesa di Cristo”, gli studi indicano numeri significativi di giovani che, anche dopo il diploma, non effettuano la transizione dai gruppi giovanili alla partecipazione nella chiesa come adulti. Come risultato, un numero crescente di chiese sta rivedendo la pianificazione tradizionale del ministero della gioventù e sta operando per impegnare più pienamente i genitori e la chiesa degli adulti con i giovani e coinvolgere più in profondità i giovani nell'opera della chiesa.

## Youth Ministry Institute
Molte fedeli organizzazioni come l'Istituto per il ministero della gioventù (Youth Ministry Institute) presso il Fuller Theological Seminary (con sede a Pasadena, California, e circa 4.000 studenti provenienti da una novantina di paesi) e lo Schaeffer Institute of Church leadership (Istituto Schaeffer sulla conduzione della chiesa, fondato dal teologo e filosofo Francis August Schaeffer) ed i programmi dell'organizzazione "Into Thy Word" (Nella Tua Parola) si sono dedicati con passione alla ricerca sul ministero della gioventù per oltre 30 anni!
Nel 1978, Francis Schaeffer disse: Il ministero della gioventù è forse il più importante ministero della chiesa ed è essenziale che siamo disposti e consacrati a raggiungere studenti con la fede cristiana prima che entrino all'università! Richard Krejcir, alacre ricercatore e pastore giovanile afferma: “Dopo aver lasciato la sicura e divertente cultura giovanile di una chiesa che si cura dei suoi membri, persino di una grande chiesa, vi è il rischio che oltre il 70% degli studenti non torni più in nessuna chiesa. Perché capita questo? Vi sono molteplici ragioni ma -in base alla nostra ricerca ed esperienza durante oltre 30 anni di attività del ministero della gioventù- abbiamo scoperto che la prima delle ragioni è che la maggior parte delle chiese e dei pastori dei giovani dedicano pochissimo tempo al mentoring ed all'insegnamento dei loro giovani.” Lo Schaeffer Institute dichiara: “a molti giovani non viene insegnato di leggere e studiare la Bibbia o come pregare o comprendere i rudimenti del Cristianesimo e così tendono a non sviluppare un solido fondamento della fede. Pertanto, quando sono occupati dalla vita universitaria e dal mondo, rimangono pregiudicati e perdono quel poco di fede che hanno costruito!”

## Composizione del ministero della gioventù in America
Oggi il ministero della gioventù costituisce una parte ampia della cultura cristiana americana. Attualmente, nella sola città di New York vi sono oltre 3.500 organizzazioni giovanili in funzione. Nonostante le differenze fra le denominazioni, vi sono pratiche fondamentali e obiettivi che la maggior parte dei gruppi giovanili condividono.

### Elementi basilari del ministero della gioventù
La maggior parte dei gruppi giovanili tende a seguire un modello organizzativo similare. La chiesa che li sostiene fornirà una parte dei propri fondi per le attività del gruppo. Impiegherà anche un soggetto stipendiato o volontario per guidare il gruppo, conosciuto come pastore dei giovani o ministro dei giovani, pastore dei ministeri studenteschi, leader dei giovani, o altri termini simili. Questa persona può essere o un laico, o un laureato in teologia, o un membro del clero ordinato, a seconda delle esigenze e risorse della chiesa. I suoi doveri possono includere la coordinazione delle attività del gruppo (in particulare, il contenuto degli incontri regolari), fornire cura pastorale ai membri del gruppo giovanile, gestire un bilancio per il gruppo giovanile e fare da ponte fra i giovani ed i gruppi degli adulti della congregazione.
Gli attuali ministeri della gioventù tengono incontri regolari, spesso contemporaneamente ai culti degli adulti in chiesa. Gli incontri dei gruppi giovanili generalmente presentano gli stessi tipi di attività del culto in chiesa della domenica mattina, modificati per riflettere la cultura dei gruppi di età coinvolti. I culti possono comprendere un tempo per l'adorazione, il teatro, giochi o altre attività, comunione fraterna attraverso la conversazione o la condivisione del cibo e la preghiera. Molti pastori dei giovani predicano anche un sermone o una breve meditazione. Normalmente i gruppi giovanili partecipano a campi estivi annualmente.
La maggior parte delle denominazioni elaborano i loro programmi di ministero della gioventù in base ai livelli di istruzione dei partecipanti. Le chiese americane tendono a separare i giovani in base alla classe frequentata, creando sottogruppi più piccoli all'interno del programma di ministero della gioventù. Queste distinzioni normalmente coincidono con quella fra scuola media e superiore. Tradizionalmente, i bambini delle scuole elementari e materne hanno programmi separati, pur se anche questi possono essere gestiti dal medesimo pastore dei giovani. Alcuni gruppi giovanili si estendono fino ad includere studenti universitari, creando un ulteriore sottogruppo spesso chiamato "college and career" (università e carriera).

### Scopi del ministero della gioventù
Lo scopo primario degli attuali ministeri della gioventù è insegnare ai giovani le dottrine bibliche di Cristo e della salvezza. Questo diverge dagli originari programmi incentrati sull'istruzione/alfabetizzazione delle scuole domenicali dell'Ottocento. Le chiese forniscono fondi per la realizzazione dei loro scopi e lo scopo dichiarato di molte chiese è condividere il contenuto della Bibbia con il mondo. Ecco perché la struttura di molti servizi offerti dai ministeri della gioventù sono incentrati su un sermone, l'insegnamento biblico presentato a questi incontri.
Prima dell'inizio del ventunesimo secolo, molte denominazioni ponevano un'enfasi minore sul ruolo dei giovani nella chiesa. Ora è più importante di prima che i giovani "servano con varie responsabilità nella chiesa" Ora le chiese incoraggiano gli adolescenti ad evangelizzare già alla loro età, anziché aspettare l'età adulta per diffondere il Vangelo.
Inoltre, molti sermoni sono predicati con l'intento di far conoscere personalmente Cristo ai giovani se ancora non l'hanno conosciuto. Una volta che l'hanno conosciuto, l'enfasi si pone sulla crescita spirituale. Molti gruppi giovanili, come le chiese a cui sono affiliati, si danno da fare per imbarcarsi in viaggi missionari. Questi atti di aiuto a popolazioni bisognose all'estero, motivati dalla fede, spesso comprendono progetti di servizio che accompagnano la condivisione del Vangelo.